# Ante Ćorić
Ante Ćorić (Zagabria, 14 aprile 1997) è un calciatore croato, centrocampista dell'Ħamrun Spartans.

## Caratteristiche tecniche
Paragonato a Boban, Prosinečki e Modrić dagli addetti ai lavori per prestanza fisica e doti tecniche, Ćorić è un trequartista ambidestro - in grado di agire da mediano, mezz'ala o esterno alto - dotato di un tiro secco e preciso, agile nei movimenti ed elegante nel controllo di palla.
Efficace nel dribbling - avallato dal baricentro basso, che gli consente di saltare con facilità il diretto avversario nello stretto nell'uno contro uno - e in possesso di un'ottima visione di gioco, è in grado di effettuare passaggi con estrema precisione.

## Carriera

### Club

#### Dinamo Zagabria
Figlio dell'allenatore Miljenko Ćorić, muove i suoi primi passi nelle giovanili dello Hrvatski Dragovoljac, prima di approdare al NK Zagabria nel 2006.  Quando Ante ha 9 anni i genitori, convinti del suo potenziale, lo conducono in giro per Inghilterra (dove effettua un provino al Chelsea), Spagna e Germania alla ricerca di un ingaggio. Il provino con il Bayern Monaco ha esito positivo, tanto che, su una scala da 10 a 40, il giovane è valutato con un punteggio di 40 punti su 40 in velocità, tecnica e test tattici, ma l'ingaggio non si concretizza, secondo alcuni giornali croati a causa di un errore di trascrizione del suo nome.
Nel 2009 si trasferisce in Austria, tra le file del Salisburgo. Il 30 giugno 2013 torna in Croazia a 16 anni, venendo tesserato dalla Dinamo Zagabria in cambio di 900.000 euro. Esordisce in prima squadra il 16 aprile 2014 contro il RNK Spalato, subentrando al 69' al posto di Ivo Pinto. Il 22 luglio 2014 esordisce nelle competizioni europee contro lo Žalgiris, incontro valido per l'accesso alla fase finale di Champions League, subentrando al 56' al posto di Arijan Ademi.
Il 18 settembre, pochi minuti dopo il suo ingresso in campo, segna la rete che fissa il punteggio sul risultato di 5-1 a favore dei croati contro l'Astra Giurgiu, diventando nell'occasione - all'età di 17 anni e 157 giorni - il più giovane marcatore di sempre in UEFA Europa League, superando il precedente primato appartenuto a Lukaku (17 anni e 222 giorni).

#### Roma e prestiti vari
Il 28 maggio 2018 viene ufficializzato il suo passaggio a titolo definitivo alla Roma, a fronte di un corrispettivo di 6 milioni di euro. Esordisce con la maglia giallorossa il 20 ottobre contro la SPAL, subentrando al 71' al posto di Cengiz Ünder.
Il 27 agosto 2019, Ćorić viene ceduto in prestito con diritto di riscatto all'Almería, club di seconda divisione spagnola. Esordisce con gli iberici il 31 agosto seguente, contro l'Huesca.
Tornato alla Roma dopo aver giocato 17 partite in tutto, il 2 ottobre 2020 viene ceduto in prestito con diritto di riscatto al VVV-Venlo.
Dopo solo tre presenze totali nei Paesi Bassi tra campionato e coppa, il 15 febbraio 2021 viene ceduto in prestito gratuito con diritto di riscatto all'Olimpia Lubiana fino a fine stagione. Esordisce con i Zeleno-beli il 21 febbraio partendo da titolare nella trasferta contro l'Aluminij.
Il 24 agosto 2021 viene ceduto nuovamente in prestito, questa volta allo Zurigo. Il 17 settembre esordisce con gli elvetici, subentrando al posto di Bledian Krasniqi nel sedicesimo di finale di Coppa di Svizzera vinto contro il Kriens (1-0). Il 21 settembre esordisce in campionato contro il Servette (2-2) segnando su punizione la prima rete personale con la nuova casacca.
Nell'estate 2022, Ćorić ritorna dal prestito, ma viene successivamente messo fuori rosa, non rientrando nei piani della società giallorossa. Dopo aver trascorso l'intera stagione ai margini della squadra allenata da José Mourinho, il 1º luglio 2023 il centrocampista lascia ufficialmente la Roma, alla scadenza naturale del suo contratto.

#### Ritorno in patria e Ħamrun Spartans
Il 13 gennaio 2024 viene ufficializzato il suo ingaggio a parametro zero da parte del Rudeš. Dopo 13 presenze ed una rete in campionato, nell'estate del 2024 si trasferisce al Varaždin.
Il 31 luglio 2025 sigla un nuovo contratto con l'Ħamrun Spartans, squadra del campionato maltese.

### Nazionale

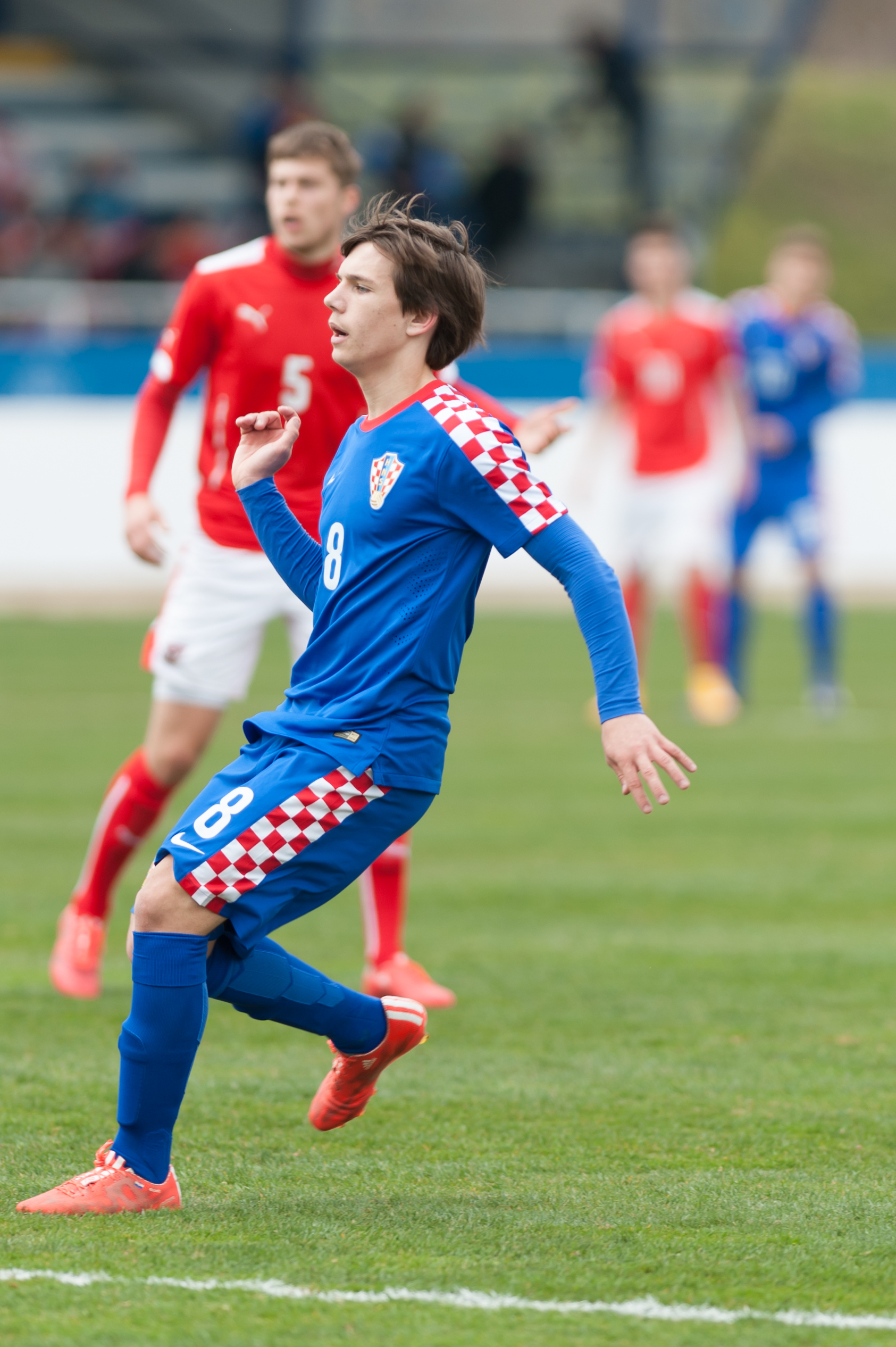
Ćorić in azione con l'Under-19 croata nel 2015.

Esordisce in nazionale il 27 maggio 2016 contro la Moldavia, amichevole di preparazione in vista del campionato d'Europa 2016, subentrando nella ripresa al posto di Brozovic. Quattro giorni dopo il CT Ante Čačić ne comunica la convocazione per il campionato europeo di Francia.

## Statistiche

### Presenze e reti nei club
Statistiche aggiornate all'11 settembre 2024.
| Stagione               | Squadra                | Campionato             | Campionato | Campionato | Coppe nazionali | Coppe nazionali | Coppe nazionali | Coppe continentali | Coppe continentali | Coppe continentali | Altre coppe | Altre coppe | Altre coppe | Totale | Totale | Totale |
| Stagione               | Squadra                | Comp                   | Pres       | Reti       | Comp            | Pres            | Reti            | Comp               | Pres               | Reti               | Comp        | Pres        | Reti        | Pres   | Reti   |        |
| ---------------------- | ---------------------- | ---------------------- | ---------- | ---------- | --------------- | --------------- | --------------- | ------------------ | ------------------ | ------------------ | ----------- | ----------- | ----------- | ------ | ------ | ------ |
| 2013-2014              | Dinamo Zagabria        | 1.HNL                  | 6          | 1          | CC              | 0               | 0               | UCL                | 0                  | 0                  | SC          | 0           | 0           | 6      | 1      |        |
| 2014-2015              | Dinamo Zagabria        | 1.HNL                  | 24         | 3          | CC              | 5               | 1               | UCL+UEL            | 1+3                | 0+1                | SC          | 0           | 0           | 33     | 5      |        |
| 2015-2016              | Dinamo Zagabria        | 1.HNL                  | 28         | 4          | CC              | 6               | 1               | UCL                | 7                  | 0                  | -           | -           | -           | 41     | 5      |        |
| 2016-2017              | Dinamo Zagabria        | 1.HNL                  | 23         | 4          | CC              | 4               | 3               | UCL                | 9                  | 1                  | -           | -           | -           | 36     | 8      |        |
| 2017-2018              | Dinamo Zagabria        | 1.HNL                  | 21         | 3          | CC              | 3               | 1               | UEL                | 3                  | 0                  | -           | -           | -           | 27     | 4      |        |
| Totale Dinamo Zagabria | Totale Dinamo Zagabria | Totale Dinamo Zagabria | 102        | 15         |                 | 18              | 6               |                    | 23                 | 2                  |             | 0           | 0           | 143    | 23     |        |
| 2018-2019              | Roma                   | A                      | 2          | 0          | CI              | 0               | 0               | UCL                | 1                  | 0                  | -           | -           | -           | 3      | 0      |        |
| 2019-2020              | Almería                | SD                     | 16         | 0          | CR              | 1               | 0               | -                  | -                  | -                  | -           | -           | -           | 17     | 0      |        |
| 2020-feb. 2021         | VVV-Venlo              | ED                     | 1          | 0          | CO              | 2               | 0               | -                  | -                  | -                  | -           | -           | -           | 3      | 0      |        |
| feb.-giu. 2021         | Olimpia Lubiana        | 1.SNL                  | 6          | 0          | -               | -               | -               | -                  | -                  | -                  | -           | -           | -           | 6      | 0      |        |
| 2021-2022              | Zurigo                 | SL                     | 21         | 1          | CS              | 2               | 0               | -                  | -                  | -                  | -           | -           | -           | 23     | 1      |        |
| 2022-2023              | Roma                   | A                      | 0          | 0          | CI              | 0               | 0               | UEL                | 0                  | 0                  | -           | -           | -           | 0      | 0      |        |
| Totale Roma            | Totale Roma            | Totale Roma            | 2          | 0          |                 | 0               | 0               |                    | 1                  | 0                  |             | -           | -           | 3      | 0      |        |
| gen.-giu. 2024         | Rudeš                  | HNL                    | 13         | 1          | CC              | 1               | 0               | -                  | -                  | -                  | -           | -           | -           | 14     | 1      |        |
| 2024-2025              | Varaždin               | HNL                    | 0          | 0          | CC              | 1               | 0               | -                  | -                  | -                  | -           | -           | -           | 1      | 0      |        |
| Totale carriera        | Totale carriera        | Totale carriera        | 161        | 17         |                 | 25              | 6               |                    | 24                 | 2                  |             | 0           | 0           | 210    | 25     |        |

### Cronologia presenze e reti in nazionale
| Cronologia completa delle presenze e delle reti in nazionale ― Croazia | Cronologia completa delle presenze e delle reti in nazionale ― Croazia | Cronologia completa delle presenze e delle reti in nazionale ― Croazia | Cronologia completa delle presenze e delle reti in nazionale ― Croazia | Cronologia completa delle presenze e delle reti in nazionale ― Croazia | Cronologia completa delle presenze e delle reti in nazionale ― Croazia | Cronologia completa delle presenze e delle reti in nazionale ― Croazia | Cronologia completa delle presenze e delle reti in nazionale ― Croazia |
| Data                                                                   | Città                                                                  | In casa                                                                | Risultato                                                              | Ospiti                                                                 | Competizione                                                           | Reti                                                                   | Note                                                                   |
| ---------------------------------------------------------------------- | ---------------------------------------------------------------------- | ---------------------------------------------------------------------- | ---------------------------------------------------------------------- | ---------------------------------------------------------------------- | ---------------------------------------------------------------------- | ---------------------------------------------------------------------- | ---------------------------------------------------------------------- |
| 27-5-2016                                                              | Koprivnica                                                             | Croazia                                                                | 1 – 0                                                                  | Moldavia                                                               | Amichevole                                                             | -                                                                      | 46’                                                                    |
| 4-6-2016                                                               | Fiume                                                                  | Croazia                                                                | 10 – 0                                                                 | San Marino                                                             | Amichevole                                                             | -                                                                      | 75’                                                                    |
| 15-11-2016                                                             | Belfast                                                                | Irlanda del Nord                                                       | 0 – 3                                                                  | Croazia                                                                | Amichevole                                                             | -                                                                      | 72’                                                                    |
| 28-3-2017                                                              | Tallinn                                                                | Estonia                                                                | 3 – 0                                                                  | Croazia                                                                | Amichevole                                                             | -                                                                      | 66’                                                                    |
| Totale                                                                 |                                                                        | Presenze                                                               | 4                                                                      |                                                                        | Reti                                                                   | 0                                                                      |                                                                        |

## Palmarès

### Club

#### Competizioni nazionali
- Supercoppa di Croazia: 1

Dinamo Zagabria: 2013
- Campionato croato: 4

Dinamo Zagabria: 2013-2014, 2014-2015, 2015-2016, 2017-2018
- Coppa di Croazia: 4

Dinamo Zagabria: 2014-2015, 2015-2016, 2016-2017, 2017-2018
- Coppa di Slovenia: 1

Olimpia Lubiana: 2020-2021
- Campionato svizzero: 1

Zurigo: 2021-2022